# صفحه‌های الکترونیکی چاپی
صفحه‌های الکترونیکی چاپی (printed electronics )
به مجموعه‌ای از روش‌های مختلف چاپی در جهت چاپ صفحات الکترونیکی بر روی سطوح چاپ شونده چاپ الکترونی می‌گویند. برای این منظور از روش‌های مرسوم چاپی مانند اسکرین، فلکسوگرفی، گراور، آفست لیتوگرفی یا جوهرافشان استفاده می‌شود. به عبارتی طرح‌های مورد نظر با توجه به مواد کاربردی و سطح چاپ شونده با یکی از تکنیک‌های گفته شده چاپ می‌شود. با استانداردهای موجود در صنعت الکترونیک، روش‌های یاد شده بسیار کم هزینه هستند. مرکب‌های اپتیکال یا الکترونیکی با ویژگی‌های الکترونیکی (رسانا، نیمه رسانا، عایق) بر روی صفحات چاپی منتقل شده و صفحه‌هایی الکترونیکی چون ترانزیستورهای چاپ شده بر روی بر روی فیلم‌های پلیمری نازک (TFT) به وجود می‌آورند. انتظارمی رود این صفحه‌ها در وسایل الکترونیکی ساده و ساخته شده با هزینه پایین مانند نمایش گرهای منعطف، برچسب‌های هوشمند، وسایل تزیینی و لباس‌هایی با طرح‌های متحرک ساده به‌طور وسیعی به کار رود و تولید آن‌ها را ساده‌تر کند.
صفحه‌های چاپی را می‌توان بر اساس مواد کاربردی در آن‌ها به گروه‌های مختلف تقسیم کرد.طبیعی،غیرطبیعی پلاستیکی و اینکه در کدامیک از آن‌ها از ترکیب مرکب بر پایه کربن استفاده شده‌است. گروه بندی‌های دیگری نیز بر اساس المان‌های دیگر مثل حلال مورد استفاده،استفاده از شرایط خلادر طول مراحل یا دیگر معیارها وجود دارد.

## وضوح،رجیستری، ضخامت،مواد،روزنه ها
در چاپ‌های مرسوم، وضوح مورد نیاز بر اساس قابلیت چشه انسان است. چشم ما ذرات یه نقاط کوچکتر از ۲۰ µm را تشخیص نمی‌دهد و بدین ترتیب ظرفیت‌های چاپ مرسوم را بالا می‌برد. اما برای چاپ‌های الکترونیکی به دلیل اینکه این ساختارها بر روی مدار و کار کرده آن‌ها تأثیر میگذارد، به وضوح بیشتر و ساختارهای کوچک‌تر و نیز دقت بالای چاپ لایه‌ها با روی هم یا رجیستری  مورد نیاز است. همچنین کنترل ضخامت ، میزان روزنه‌ها، و قابلیت‌های مواد مصرفی مثل چسبندگی، حلال‌پذیری بر اساس کار کرده الکترونی! کی مورد نیز است.

## تکنولوژی‌های چاپی
جذابیت صنعت چاپ برای تولید صفحه‌های الکترونیکی بیشتر به خاطر امکان آماده‌سازی لایه‌های با ساختار بسیار کوچک و به تعداد انبوه را در مقایسه با با روش‌های معمول به صورت بسیار ساده‌تر و از نظر اقتصادی به صرفه تر است. همچنین وارد کردن کاربردهای جدید یا توسعه آن‌ها به‌طور مثل انعطاف‌پذیری مکانیکی نقش بازی می‌کند. روش چاپی معمولاً  با توجه به حجم کار، کیفیت مورد نیز و مواد مصرفی انتخاب می‌شوند. تکنیک‌های گراور ، فلخو و آفست برای چاپ انبوه و دقت بالا و چافی جوهر افشان و اسکرین برای کارهای با حجم پایین به کار گرفته می‌شوند! .
ضخیم و موربمواد
از هر هر دو نوع مواد طبیعی و غیر طبعی در این صنعت استفاده می‌شود. مرکب‌ها باید میع باشند تا حل، پراکنده شوند، همچنین باید دارای یکی از ویژگی‌های رسانا، نیمه رسانا و عایق را داشته باشند. هزینه مواد مصرفی باید با کاربرد محصول هماهنگ باشد.
ضخیم و موربکاربرد
صفحه‌های چاپی برای تولید برچسب‌های رادیویی (RFID tags )، صفحه‌های نمایشگر،ذخیره اتلاعط، استندهای تبلیغاتی و جلوه‌های بصری، همچنین اسباب بعضی‌ها به کار میروند.
[electronic]